# Microsoft Windows Home Server 2011
Windows Home Server 2011 mit dem Code-Namen Vail ist ein Betriebssystem für Home-Server von Microsoft und der Nachfolger von Windows Home Server. Es basiert auf dem Windows Server 2008 R2 und ist damit ein reines 64-Bit-Betriebssystem.
Die endgültige Version des Betriebssystems ist seit Juni 2011 verfügbar.

## Funktionen
Windows Home Server 2011 bietet wie sein Vorgänger bis zu zehn Windows-Rechnern im Heim-Netzwerk regelmäßige Systemsicherungen und einen einfachen und zentralen Zugang zu Daten wie etwa Musik, Bildern und Videos, auf welche auf Wunsch auch aus dem Internet zugegriffen werden kann, sowie zu Geräten wie etwa Druckern und Scannern. Darüber hinaus kann er mit entsprechenden Programmen um Funktionen erweitert werden. Er kann den aus Windows 7 bekannten Heimnetzgruppen beitreten.
Neben Windows-PCs stehen verschiedene Angebote des Windows Home Servers 2011 auch dem Mac und iPhone zur Verfügung, so etwa eine Backup-Funktion für Macs.

## Änderungen zum Vorgänger
Die von der ersten Version des Home Server bekannte Drive-Extender-Technologie wurde aus der aktuellen Version entfernt. Zur Datenduplizierung soll wieder auf klassische RAID-Technologie zurückgegriffen werden.

## Systemvoraussetzungen
- 64-bit-x86-Prozessor mit 1,3 GHz Taktfrequenz 8 Kerne maximal[1]
- 2 GB RAM (Maximum 8 GB RAM)
- 160-GB-Festplatte (nur NTFS, FAT wird nicht unterstützt.)

## Vorabversionen
Seit dem 26. April 2010 befand sich der Windows Home Server V2 im öffentlichen Beta-Test, der am 16. August aktualisiert wurde. Ab dem 3. Februar 2011 stand der Windows Home Server 2011 RC (Release Candidate) zum Download zur Verfügung.

## Veröffentlichung
Am 29. März 2011 wurde die zur Veröffentlichung vorgesehene Version fertiggestellt. Seit dem 5. April 2011 steht sie über Technet und MSDN zum Herunterladen zur Verfügung. Ab Juni sollen OEM-Geräte im Handel verfügbar sein. Seit Ende Mai sind System Builder-Versionen für Privatpersonen ab rund 90 € im Handel verfügbar.
Mitte Juni 2011 senkte Microsoft den Preis für eine WHS2011-Lizenz auf rund 50 €, um so den Markt mit Fertigprodukten anzukurbeln.

## Abkündigung, Verkaufseinstellung, Supportende
Mit der Vorstellung des Windows Server 2012 erfolgte die Abkündigung des Windows Home Servers.
Der Verkauf des Windows Home Server 2011 wurde seitens Microsoft zum 31. Dezember 2013 eingestellt.
Der Support seitens Microsoft endete am 12. April 2016.